# Ciak

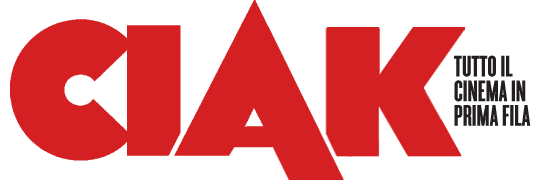
Logo de la revue Ciak.

Ciak est une revue italienne de cinéma créée en 1985 et éditée par Arnoldo Mondadori Editore. Le Ciak d'oro est un prix cinématographique.

## La revue
La revue mensuelle propose des articles, entretiens, critiques, avant-premières et notes sur les sorties au cinéma et les nouveautés vidéo. Son concurrent direct sur le marché italien est la revue mensuelle Best Movie.

## Prix cinématographique duCiak d'oro
La revue a donné le jour en 1986 au prix Ciak d'oro (Ciak d'or), destiné aux acteurs, réalisateurs et techniciens du cinéma italien.